# Diego Guelar
Diego Ramiro Guelar (Ciudad de Buenos Aires, 24 de febrero de 1950) es un abogado y político argentino. Fue el embajador de Argentina ante la República Popular China entre 2015 y 2019.Es padre de tres hijos. Ha publicado numerosos libros y participó como columnista de diversos medios, tanto nacionales como extranjeros.

## Biografía

### Comienzos
Nació en la Ciudad Autónoma de Buenos Aires.
 Asimismo, entre 1968 y 1971 participó como cofundador de la Unión Nacional de Estudiantes. Fue parte de la dirección de Montoneros en los 70.
En 1987 fue designado director periodístico del diario La Razón, además de ser director de la cátedra de Estudios Europeos en la «Facultad de Management y Ciencias Sociales» (en Buenos Aires)[cita requerida]. En el mismo año presidió la Fundación del Crecimiento (FUNCRE) especializada en temas económicos y constitucionales.

### Carrera profesional
En los años de la «plata dulce», cuando la dictadura cívico-militar argentina (1976-1983) propiciaba el monetarismo financiero ideado en la Escuela de Chicago, su familia invirtió sus propiedades en Entre Ríos para crear el Banco del Oeste en la localidad de Mercedes, ubicada 84 km hacia el oeste del acceso más cercano a la Ciudad Autónoma de Buenos Aires.
El hermano de Diego Guelar, Guido (34), ocupó el sillón presidencial, mientras que Diego (29) ―junto al abogado y político Fernando de la Rúa (42), quien poseía un estudio jurídico especializado en asesoramiento para el uso de la «tablita» creada por el economista de la dictadura, José Martínez de Hoz― oficiaba de asesor jurídico.
Con el retorno de la democracia (diciembre de 1983), el Banco del Oeste se trasladó a la city porteña, y terminó siendo el banco que ofrecía mayores intereses al dinero de los «inversionistas».
Diego (de 33 años) fue elegido diputado de la Nación Argentina por el Partido Justicialista, cargo que ejerció por el período de cuatro años, siendo asimismo vicepresidente del comité de Presupuesto y Hacienda del Congreso, así como miembro de los Comités de Finanzas, Asuntos Constitucionales, Relaciones Exteriores, Juicio Político y Legislación General.[cita requerida]
En el año 1986, su hermano Guido Guelar hizo quebrar el Banco del Oeste y se fugó a Estados Unidos y más tarde México.
En ese emprendimiento se «perdieron» 100 millones de dólares pertenecientes a pequeños y medianos empresarios. El Banco Central solo asumió la responsabilidad de devolver los depósitos legalmente registrados (Diego hacía que los ahorristas depositaran sus dólares a cambio de un papel sin membrete ―ilegal―, porque les decía que esa tasa de interés solo se pagaba en operaciones en negro). Ese mismo año (1986) el diputado Diego Guelar fue designado como embajador ante la Unión Europea. En 1996 asumió como embajador ante la República Federativa del Brasil, período durante el cual liderará las negociaciones de los acuerdos aduaneros del Mercosur y el acuerdo entre el bloque regional y la Unión Europea.
Al año siguiente (1997), inició su primer período como embajador ante los Estados Unidos. Tras ello, asumió responsabilidades como secretario de Relaciones Económicas Internacionales y Cooperación de la provincia de Buenos Aires, siendo asimismo asesor del entonces gobernador de la provincia, Carlos Ruckauf.
En 2002 fue nuevamente designado Embajador ante los Estados Unidos. En 2004 se destacó como asesor especial en Relaciones Internacionales del Gobierno de la Ciudad de Buenos Aires. Después se convirtió en secretario de Relaciones Internacionales del partido de derechas PRO.
En 2016 fue designado por el presidente de Argentina, Mauricio Macri, como embajador ante la República Popular China, cargo que ejerció hasta el fin del mandato de Macri el 10 de diciembre de 2019. Fue sucedido en el cargo por Luis María Kreckler.